# Pseudonapomyza hypoestis
Pseudonapomyza hypoestis är en tvåvingeart som beskrevs av Erich Martin Hering 1957. Pseudonapomyza hypoestis ingår i släktet Pseudonapomyza och familjen minerarflugor. Inga underarter finns listade i Catalogue of Life.